# Alberto Baltra
Alberto Baltra Cortés (Traiguén, 6 de enero de 1912-Santiago, 7 de septiembre de 1981) fue un economista y político chileno, miembro del Partido Radical (PR), del cual fue su presidente en 1958. Se desempeñó como ministro de Economía y Comercio de su país, durante el gobierno del presidente Gabriel González Videla entre 1947 y 1950. Posteriormente, ejerció como senador por la 8.ª  Agrupación Provincial (Biobío, Malleco y Cautín), desde febrero de 1968 hasta mayo de 1973.

## Familia y estudios
Nació en la comuna chilena de Traiguén el 6 de enero de 1912, hijo de Luis Baltra Opazo y Luisa Cortés Monroy Muñoz. Realizó sus estudios primarios en el Liceo de Traiguén y los secundarios en el Instituto Nacional General José Miguel Carrera, de Santiago. Continuó los superiores en la carrera de derecho de la Universidad de Chile, titulándose como abogado el 6 de diciembre de 1934 con la tesis Ensayo de una teoría general de los actos inoponibles. Al año siguiente, recibió el premio que dicha casa de estudios concede al mejor licenciado.
Se casó el 24 de diciembre de 1940 con la abogada Luz Adriana Margarita Olguín Büche, quien fuera la primera ministra de Estado de Chile y América Latina en 1952, y con quien tuvo un hijo, Luis Alberto.

## Carrera profesional
En su época universitaria, trabajó primero como auxiliar de la Biblioteca de la Escuela de Derecho (1930-1932) y después como secretario del director de dicha Escuela (1932-1934). También fue auxiliar de la Biblioteca del Instituto Nacional.
Tras egresar, se desempeñó como ayudante del Seminario de Ciencias Económicas de su Escuela de Derecho llegando a ser profesor de economía política entre 1935 y 1968. En 1935 se convirtió en fundador, en colaboración con el educador radical Pedro Aguirre Cerda, de la Escuela de Comercio y Economía Industrial de la Universidad de Chile donde asumió como su primer director. Más adelante, ocupó el cargo de director de la Escuela de Economía de esa misma universidad.

## Carrera política

### Inicios; Subsecretario y Ministro de Economía y Comercio
Inició sus actividades políticas incorporándose en 1937 a las filas del Partido Radical (PR). Bajo el gobierno del también radical presidente Juan Antonio Ríos, en abril de 1942, fue nombrado como director general del Ministerio de Economía y Comercio. Dejó esa función en 1945, y pasó a asumir como vicepresidente de la Comisión de Cambios Internacionales. Luego, el 3 de noviembre de 1946, con la llegada a la presidencia de la República de Gabriel González Videla, otro radical, fue designado por éste como titular de la Subsecretaría de Economía y Comercio. De la misma manera, el 2 de agosto de 1947, fue nombrado como ministro de esa repartición, fungiendo el cargo gubernamental hasta el 7 de febrero de 1950. Simultáneamente, entre el 7 de agosto y el 6 de septiembre de 1947, ejerció como ministro de Relaciones Exteriores, en calidad de subrogante, reemplazando a Germán Vergara Donoso.

### 1.° presidente de la Cepal y otras actividades
Paralelamente, en diciembre de 1948 fue nombrado como primer presidente de la recién creada Comisión Económica para América Latina y el Caribe (Cepal), correspondiéndole presidir las delegaciones chilenas a las conferencias de este organismo en La Habana en 1949; en Montevideo en 1950; y México en 1951. Más tarde, actuó como consultor de ese organismo regional. En ese último año, además, viajó a Nueva York, Estados Unidos invitado por el secretario general de las Naciones Unidas para incorporarse al grupo de cinco expertos en desarrollo económico.
En 1952 fue nombrado por González Videla como vicepresidente de la Corporación de Ventas de Salitre y Yodo (Covensa) y desde 1956 hasta 1958 sirvió como abogado asesor de la Contraloría General de la República (CGR). En 1957, ostentó los puestos de director general de la firma Manufacturera del Cobre S.A. y de vicepresidente del Instituto Químico Labomed S. A.
Al interior del Partido Radical fue miembro de la Comisión de Asuntos Económicos, y en 1958 llegó a alcanzar la presidencia nacional de la colectividad. En 1964 por encargo de la Universidad de Concepción organizó el Centro Superior de Coordinación Científica dedicado a la investigación de problemas interdisciplinarios. Ese mismo año la universidad lo designó miembro académico.

### Senador
En unas elecciones complementarias realizadas el 17 de diciembre de 1967 fue elegido como senador en representación de la octava agrupación provincial de Biobío, Malleco y Cautín, en reemplazo del fallecido José García González (militante del PDC). En esos comicios, triunfó por escaso margen por sobre Jorge Lavandero (militante del PDC): 58 050 votos contra 57 284; y tercer lugar se posicionó Miguel Huerta Muñoz (militante del PN) con 35.949. Para la elección recibió el apoyo de los partidos del Frente de Acción Popular (FRAP), en lo que fue uno de los primeros acercamientos del radicalismo con el resto de las fuerzas de izquierda. Asumió el escaño parlamentario el 6 de febrero y en su gestión fue senador reemplazante en la Comisión Permanente de Gobierno; en la de Educación Pública; en la de Hacienda; en la de Defensa Nacional; en la de Salud Pública; y en la de Policía Interior.

### Precandidatura presidencial fallida y renuncia al radicalismo
Al año siguiente fue precandidato a la presidencia de Chile por el PR, que era miembro de la coalición de izquierdas Unidad Popular (UP); sin embargo, ésta finalmente eligió como su candidato al socialista Salvador Allende.
Habiendo estado en el ala izquierda del Partido Radical y siendo presidente del Instituto Chileno-Soviético de Cultura, se resistía al rumbo que estaba tomando su agrupación política durante el gobierno de Allende y finalmente —junto con otros conocidos políticos como Luis Bossay— acabó renunciando a ésta el 3 de agosto de 1971 y formando el mismo día el Movimiento Radical Independiente de Izquierda que ese año se convirtió en el Partido Izquierda Radical (PIR). La nueva agrupación formó parte en un principio de la Unidad Popular, pero después abandonó esta alianza y fue crítico con la administración de Allende.
Para las elecciones parlamentarias de marzo de 1973, el PIR se unió con otros partidos de oposición de centro-derecha en la coalición denominada Confederación de la Democracia, formada en julio de 1972, y se presentó como candidato a senador por Santiago, pero obtuvo solo el 1,92% de los votos, sin resultar electo por el período legislativo 1973-1981.

### Últimos años y fallecimiento
En su trayectoria pública escribió varias obras sobre economía, algunas de las cuales fueron premiadas y usadas como libros de texto en la Universidad de Chile. Fue profesor en ella y entre sus discípulos estuvo el futuro presidente Ricardo Lagos (2000-2006), que fue ayudante suyo. En ese ámbito, fue miembro de número de la Academia Chilena de Ciencias Sociales, Políticas y Morales y de la Societé D' Economie Politique de Paris.
Falleció a las 12:10 horas del 20 de septiembre de 1981, a los 69 años, víctima de un paro cardíaco, mientras caminaba por la calle Antonio Varas, donde quedaba su domicilio particular (barrio de la comuna santiaguina de Providencia).

## Obras escritas
Fue autor de las siguientes obras:
- ___. Organización de la economía soviética. Ediciones Universidad de Chile, Santiago. (1945).
- ___. La economía dirigida. Ediciones Universidad de Chile, Santiago. (194-).
- ___. El principio orgánico-biológico en economía. Ediciones Universidad de Chile, Santiago. (194-).
- ___; Silva Espejo, René; Herrera Lane, Felipe. El futuro económico de Chile y de América Latina. Editorial Universitaria, Santiago. (1957).
- ___. Crecimiento económico de América Latina. Problemas Fundamentales. Editorial del Pacífico, Santiago. (1959).
- ___. Tres países del mundo socialista: la Unión Soviética, la Democracia popular Alemana, Yugoslavia. Editorial del Pacífico, Santiago. (1962).
- ___. Tres países del mundo socialista. Editorial del Pacífico, Santiago. (1962).
- ___. Teoría económica, tomo 1; Editorial Andrés Bello, Santiago. (1963).
- ___. Las instituciones y la integración latinoamericana (1965).
- ___. Otro camino para Chile, Editorial Universitaria, Santiago. (1967).
- ___. Crecimiento económico de América Latina: problemas fundamentales. Editorial del Pacífico, Santiago. (1967).
- ___. Análisis de la política económica del actual gobierno. Instituto Geográfico Militar (1969).
- ___. Problemas del subdesarrollo económico latinoamericano. EUDEBA, Buenos Aires, Argentina (1969).
- ___. Teoría económica. Editorial Andrés Bello, Santiago, Chile (1969).
- ___. Gestión económica del Gobierno de la Unidad Popular. Editorial Orbe, Santiago. (1974).
- ___. Reflexiones en torno a la reinstauración de la democracia y la nueva institucionalidad (1977).
- ___. Adam Smith, 1776-1976. Editorial Universitaria, Santiago. (1979).
- ___ y Fontaine, Arturo. Más allá del Leviatán: hacia el resurgimiento de la libertad individual. Editorial Universitaria, Santiago. (1980).

## Historial electoral

### Elecciones parlamentarias de 1973
- Elecciones parlamentarias de 1973, candidato a senador por la 4.ª Agrupación Provincial, Santiago.

| Candidato                                 | Partido                    | Votos     | %      | Resultado |
| ----------------------------------------- | -------------------------- | --------- | ------ | --------- |
| A. Confederación de la Democracia         |                            |           |        |           |
| Eduardo Frei Montalva                     | PDC                        | 398 238   | 28,18% | Senador   |
| José Musalem Saffie                       | PDC                        | 109 314   | 7,73%  | Senador   |
| Alberto Baltra Cortés                     | PIR                        | 26 790    | 1,89%  |           |
| Alberto Labbé Troncoso                    | PN                         | 87 165    | 6,17%  |           |
| Sergio Onofre Jarpa Reyes                 | PN                         | 195 472   | 13,83% | Senador   |
| Votos de Lista                            | CODE                       | 9661      | 0,68%  |           |
| B. Unidad Popular                         |                            |           |        |           |
| Carlos Altamirano Orrego                  | PS                         | 234 232   | 16,57% | Senador   |
| Aníbal Palma Fourcade                     | PR                         | 76 037    | 5,38%  |           |
| Carmen Gloria Aguayo Irribarra            | MAPU                       | 21 320    | 1,51%  |           |
| Volodia Teitelboim Volosky                | PCCh                       | 243 891   | 17,26% | Senador   |
| Votos de Lista                            | UP                         | 11 081    | 0,78%  |           |
| Votos válidamente emitidos                | Votos válidamente emitidos | 1 413 201 | 98,60% |           |
| Votos nulos                               | Votos nulos                | 15 300    | 1,07%  |           |
| Votos en blanco                           | Votos en blanco            | 4721      | 0,33%  |           |
| Total de votos emitidos                   | Total de votos emitidos    | 1 433 222 | 100,0% |           |
| Fuente: Dirección del Registro Electoral. |                            |           |        |           |